# ناحية ألمالي
المالي هي مدينة تقع في محافظة أنطاليا في منطقة البحر الأبيض المتوسط، تركيا. يبلغ عدد سكانها 36213 نسمة حسب تعداد عام 2007.